# Live and Learn
Live and Learn (Vivir y Aprender en Latinoamérica, Vive y Aprende en España) es el primer episodio y estreno de la serie de drama y ciencia ficción de TNT, Falling Skies. El episodio fue escrito por el creador de la serie y productor ejecutivo Robert Rodat y dirigida por Carl Franklin y salió al aire el 19 de junio de 2011 en E.U., como parte del estreno de dos horas de la serie, junto con The Armory.
Seis meses después de una invasión alienígena, el profesor de historia Tom Mason se convierte en el segundo al mando de la 2nd Mass, un grupo de resistencia conformado por soldados y civiles. Weaver, oficial al mando de la 2nd Mass, envía a Tom, Hal y un pequeño grupo de soldados en una misión para buscar provisiones para el resto de la tropa. Mientras que en la misión, Hal vislumbra a su Ben hermano, que ha sido esclavizado por los alienígenas.

## Argumento
En la escena inicial, los niños pequeños cuentan sus versiones de la invasión. Dibujan fotos de sus familias, de los niños con arneses y las naves alienígenas. El hijo de Tom Mason, Matt, le dice a Anne Glass, la doctora de la resistencia, que su madre murió durante los ataques y que su hermano Ben fue secuestrado. Luego le muestra una foto de su padre y su hermano mayor, Hal. Matt informa a Anne que están luchando. En una calle oscura, Tom y Hal buscan provisiones. Toman un carrito de supermercado con alimentos, pero son emboscados por extraterrestres robóticos, conocidos como Mechs, que destruyen los alimentos. Tom y Hal huyen, los soldados armados abren fuego a los aliens, detrás de las barricadas. Los aliens destruyen la barricada y matan a los soldados. Tom y Hal se esconden en una tienda vacía. Salen, y se encuentran con Weaver y otros soldados armados. Una aeronave que vuela sobre ellos dispara, causando una luz brillante para consumir la atmósfera que les rodea. El grupo sale corriendo de vuelta a su base.
A su llegada, Tom ve a su hijo Matt dormido y lo levanta. Habla a su amiga, Anne, quien le cuenta acerca de los dibujos de su hijo. Tom es llamado por el coronel Porter para una reunión. Allí, Porter habla sobre su plan para salir de la ciudad y se dividen en grupos ya que las naves alienígenas pueden detectar grupos de más de 600 personas, por lo que su brigada se divide en grupos más pequeños, de 100 o 200 combatientes y civiles. Porter pone Weaver a cargo de la 2nd Mass y a Tom como su segundo al mando.
Al día siguiente, los combatientes y los civiles comienzan a moverse. En busca de alimentos en las tiendas, pero sin encontrar. Weaver le dice a Tom que no puede volver atrás en busca de más alimento, que los números son demasiado grandes. Tom se ofrece como voluntario para volver. Weaver le da seis combatientes (Hal, Karen, Dai, Anthony, Click y Jimmy) y una camioneta. Hal y Karen dejan el grupo para buscar extraterrestres. Hal ve Mechs y niños con arneses siguiéndolos, es allí que él ve a su hermano, Ben. De inmediato vuelve a decirle a su padre. Ambos se alegran de saber que Ben sigue vivo, pero Tom insiste en apegarse con la misión que los ocupa. Hal no está de acuerdo y trata de ir a buscar a su hermano, Tom forcejea en el suelo y le convence para hacer el trabajo de la "manera correcta".
El grupo encuentra una tienda de suministros y alimentos y deciden explorar el área para saber si está libre de Skitters. Al no encontrar ninguno, cargan la comida en la camioneta. Hal es atacado por un skitter. Tom dispara y su hijo se escapa. Un Mech es alertado y viene tras Tom. Hal dispara contra el Mech, a continuación, éste se vuelve tras Hal. Tom pone C-4 en un carrito de supermercado y las ruedas al lado del Mech, matándolo. El skitter viene tras Tom, pero Dai se dispara. El alien muere poco después debido a su herida de arma de fuego y el grupo lo observa morir.
Los seis combatientes y Tom regresan e informa a Weaver de su éxito. Tom le cuenta a Weaver sobre Ben, y le dice que él y Hal deben regresar a buscarlo. Weaver se niega y dice que ellos deben robar el arsenal de armas. Tom le dice que después de eso, van a ir a buscarlo. Antes de que la 2nd Mass salga de la ciudad, Hal le da a su hermano Matt un regalo de cumpleaños. Los niños de la 2nd Mass juegan con él mientras los adultos los observan. Weaver le dice a Tom que es hora de irse y todos ellos comienzan a caminar.

## Elenco
| - Noah Wyle como Tom Mason - Moon Bloodgood como Anne Glass. - Drew Roy como Hal Mason. - Jessy Schram como Karen Nadler. - Maxim Knight como Matt Mason. - Connor Jessup como Ben Mason. - Seychelle Gabriel como Lourdes Delgado. - Peter Shinkoda como Dai. - Mpho Koahu como Anthony. - Will Patton como Capitán Weaver. | - Brent Jones como Click. - Dylan Authors como Jimmy Boland. - Bruce Gray como Scott Gordon. - Lynne Deragon como Kate Gordon. - Martin Roach como Mike Thompson. - Dale Dye como Coronel Porter. |

## Recepción del público
En Estados Unidos, el estreno de dos horas de Falling Skies fue visto por una audiencia estimada de 5,9 millones de hogares, de acuerdo con Nielsen Media Research, por lo que es el lanzamiento de una serie de televisión por cable #1 del año. También se obtuvieron más de 2.6 millones de Adultos entre 18-49 años y 3.2 millones de adultos entre 25-54 años.